# Sigrun Krokvik
Œuvres principales
Bortreist på ubestemt tid (en)
Sigrun Krokvik, née Sigrun Karin Christiansen le 30 août 1932, en Norvège, est une femme de lettres norvégienne, auteure de roman policier.

## Biographie
En 1972, elle publie son premier roman, Bortreist på ubestemt tid (en) avec lequel elle remporte le prix Riverton 1972.

## Œuvre

### Romans
- Bortreist på ubestemt tid (en) (1972)
- Kikkeren (1973)

## Adaptation
- 1974 : Bortreist på ubestemt tid, film norvégien réalisé par Pål Bang-Hansen (en), adaptation du roman éponyme

## Prix et distinctions

### Prix
- Prix Riverton 1972 pour Bortreist på ubestemt tid[1]